# 萨米尔·艾特·赛义德
萨米尔·艾特·赛义德（法語：Samir Aït Saïd，1989年11月1日—），法国男子竞技体操运动员，2011年欧洲竞技体操锦标赛男子跳马银牌得主、2013年欧洲竞技体操锦标赛男子吊环金牌得主、2015年欧洲竞技体操锦标赛男子吊环银牌得主、2019年世界竞技体操锦标赛男子吊环铜牌得主。